# Луи Жаколио
Луи Жаколио (на френски: Louis Jacolliot) е френски писател, автор на популярни романи в жанровете приключенски роман и пътепис.

## Биография и творчество
Луи Жаколио е роден на 31 октомври 1837 г. в Шарьоле, департамент Сон е Лоар, Франция, в семейството на Жан Клод Жаколио и Франсоаз Рено.
Завършва право и става лицензиран правист. В периода 1865 – 1869 г. работи за Френската империя, първо като адвокат, а после като съдия в Чанданагор, Индия, а след това и в Таити. По-късно се завръща във Франция, започва да пише и прави различни пътувания до страните в Азия и Америка.
На 30 януари 1867 г. в Пондичери, Индия, се жени за Маргьорит Фей. Двамата живеят заедно до смъртта ѝ през 1884 г. Имат две дъщери – Сузане (1878) и Луиз (1879).
По време на работата си в Индия той се запознава детайлно с историята на региона, с многото легенди, писмени и устни, с живата култура на народите, изучава местните езици. Проучва редица митове описани в текстове на санскрит. Всичко това той влага по-късно в своите произведения.
В някои от произведенията си писателят развива теорията си за изчезналия могъщ континент в района на Индийския океан, наречен „Рутас“ (Rutas), и неговата аналогия с тайнствения континент Атлантида, като разказва за непознатото подземно царство в Хималаите, съхранило знанията на тази изчезнала цивилизация. Развива хипотезата, че евангелията от Стария завет са заимствани от историята на Индия. Също така се прави аналогия с животописа за Христос и този за Кришна. Поради тези негови твърдения той не се приема за надежден автор по отношение на историческите данни в неговите книги.
Освен на приключенски романи и пътеписи, Луи Жаколио е автор на многобройни статии за индийската култура. Работил е и като кмет на Сент Трибо де Вин.
На 16 октомври 1886 г. в Париж се жени за 20 години по-младата от него Александрин Гросин, с която живее до смъртта си.
Луи Жаколио умира на 30 октомври 1890 г. в Сент Трибо де Вин, департамент Сен е Марн, Франция. Част от произведенията му са общодостъпни по Проект Гутенберг.

## Произведения

### Самостоятелни романи и пътеписи
- La Devadassi (1868)
- La Bible dans l'Inde, ou la Vie de Iezeus Christna (1869)
- Les Fils de Dieu (1873)
- Christna et le Christ (1874)
- Histoire des Vierges. Les Peuples et les continents disparus (1874)
- La Genèse de l'Humanité. Fétichisme, polythéisme, monothéisme (1875)
- Le Spiritisme dans le monde (1875)
- Les Traditions indo-asiatiques (1876)
- Les Traditions indo-européennes et africaines (1876)
- Le Pariah dans l'Humanité (1876)
- Les Législateurs religeux: Manou, Moïse, Mahomet (1876)
- La Femme dans l'Inde (1877)
- Тъмна Индия: В страната на раджите, Rois, prêtres et castes (1877)
- L'Olympe brahmanique. La mythologie de Manou (1881)
- Fakirs et bayadères (1904)
- Voyage au pays des Bayadères (1873)
- Voyage au pays des perles I (1874)
- Voyage au pays des éléphants II (1876)
- Second voyage au pays des éléphants III (1877)
- Voyage aux ruines de Golconde et à la cité des morts – Indoustan I (1875)
- Voyage au pays des brahmes II (1878)
- Voyage au pays du Hatschisch III (1883)
- Voyage au pays de la Liberté: la vie communale aux États-Unis (1876)
- Voyage aux rives du Niger, au Bénin et dans le Borgou I (1879)
- Voyage aux pays mystérieux. Du Bénin au pays des Yébous; chez les Yébous – Tchadé II (1880)
- Voyage au pays des singes III (1883)
- Южна кръв: Под сянката на Хималаите, Voyage au pays des fakirs charmeurs (1881)
- Voyage au pays des palmiers (1884)
- Voyage humoristique au pays des kangourous I (1884)
- Voyage dans le buisson australien II (1884)
- Voyage au pays des Jungles. Les Femmes dans l'Inde (1889)
- Trois mois sur le Gange et le Brahmapoutre. Ecrit par Madame Louis Jacolliot née Marguerite Faye (1875)
- Taïti, le crime de Pitcairn, souvenirs de voyages en Océanie (1878)
- La Côte d'Ebène. Le dernier des négriers I (1876)
- La Côte d'Ivoire. L'homme des déserts II (1877)
- La Cité des sables. El Temin III (1877)
- Les Pêcheurs de nacre IV (1883)
- L'Afrique mystérieuse I, II, III (1877); I, II, III, IV (1884)
- Les Mangeurs de feu (1887)
- Vengeance de forçats (1888)
- Les Chasseurs d'esclaves (1888)

- Le Coureur des jungles (1888)
- Les Ravageurs de la mer (1890)
- Les Mouches du coche (1880)
- Le Crime du moulin d'Usor (1888)
- L'Affaire de la rue de la Banque. Un mystérieux assassin (1890)
- Scènes de la vie de mer. Le capitaine de vaisseau (1890)
- Scènes de la vie de mer. Mémoires d'un lieutenant de vaisseau (1891)
- L'Affaire de la rue de la Banque. Le Père Lafouine (1892)
- La vérité sur Taïti. Affaire de la Roncière (1869)
- Ceylan et les Cinghalais (1883)
- La Genèse de la terre et de l'humanité I (1884)
- Le Monde primitif, les lois naturelles, les lois sociales II (1884)
- Les Animaux sauvages (1884).
- Un Policier de génie. Le mariage de Galuchon (1890)
- Perdus sur l'océan (1893)

Част от произведенията на Луи Жаколио са издадени в България в края на 20-те години на миналия век, а някои от тях са преиздадени в началото на 90-те.